# Distrito de Santa Rosa (Lima)
El distrito de Santa Rosa es uno de los cuarenta y tres distritos que conforman la provincia de Lima, ubicada en el departamento homónimo, en el Perú. Limita al norte y este, con el distrito de Ancón, al sur, con el distrito de Ventanilla, provincia constitucional del Callao; y al oeste con el océano Pacífico.
El Balneario de Santa Rosa es el mayor atractivo de la ciudad. Es la primera bahía al norte del Callao, rodeada por montañas de arena. En el norte se concentran las formaciones naturales costeras de cuevas: El Pirata y La Solitaria. La parte firme de tierra es atravesada por el Malecón de Santa Rosa, que está a cien metros de las orillas y es adornada por altas palmeras. Otras avenidas que atraviesan la costa de Santa Rosa son la avenida Bertello, la avenida Santa Rosa y la avenida del Ejército en dirección al sur.
A ochocientos metros de la costa se encuentran las Islas Gemelas, dos islas que son visibles desde la parte occidental del distrito. En el norte se pueden apreciar las dos islas, mientras que en el sur solo una, esto se debe a la inclinación que existen entre ambas islas. La isla Pescadores, a tres kilómetros de distancia, es la segunda isla más cercana al distrito.
Santa Rosa fue fundada el 6 de febrero de 1962, mediante Decreto Ley N.º 13982 firmada por el presidente de la República, Manuel Prado Ugarteche, sobre la base de la “Urbanización Country Club”. Incorporándose como el primer distrito costero de la ciudad de Lima que limita con la ciudad del Callao y el distrito de Ancón.

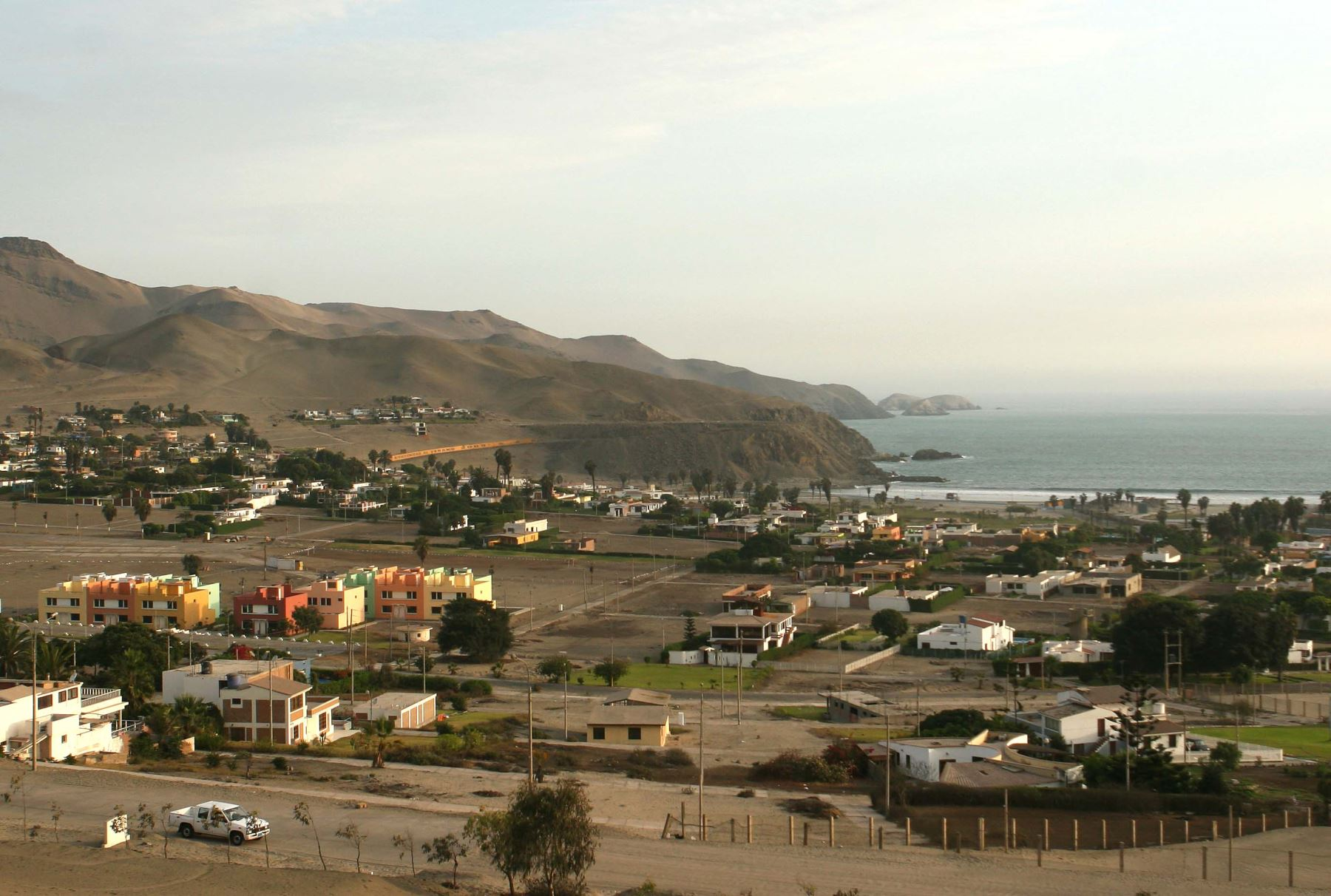
Downtown (Centro urbano) de Santa Rosa.

Es el distrito más visitado por los turistas en Lima Norte. Además, es famoso por ser la sede de más de 500 empresas, dedicadas al campo del transporte, restaurantes, publicidad, internet, inmobiliaria y hotelería. Generalmente enfocadas en el creciente turismo y el marketing digital.

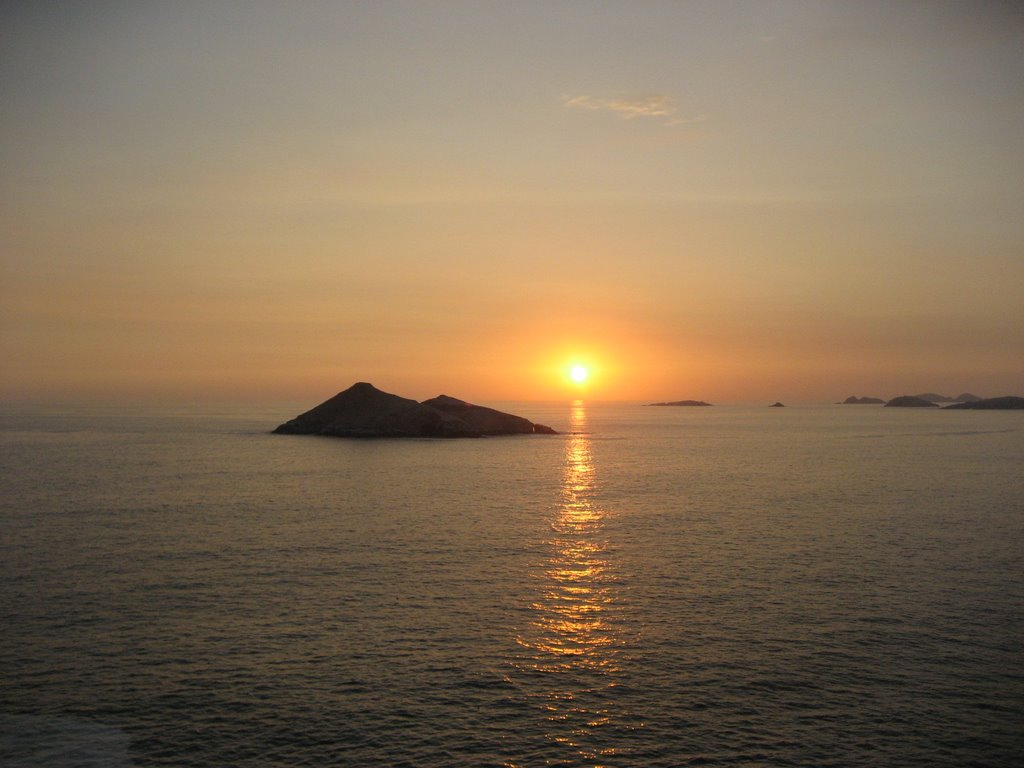
Las Islas Gemelas cerca al balneario de Santa Rosa.

## Historia

### Época prehispánica
Santa Rosa atravesó por la etapa prehispánica. Con comunidades cuyas principales formas de subsistencia estaba muy ligadas al mar pues se dedicaban al marisqueo y la pesca como actividad económica principal pero manteniendo estrechos vínculos de culto e intercambio con los agricultores del cercano valle del río Chillón.

### Primera urbanización
La Arboleda fue la primera urbanización del distrito de Santa Rosa, fundada el 26 de julio de 1929. El cual sería, desde 1962, el centro geográfico del distrito.

### Popularidad del Balneario
Durante el siglo XX, la popularidad de la zona se debía por incluir un balneario único en Lima Norte. En el año 1950 muy cerca de ese balneario se empezaron a construir viviendas que pudieran acceder fácilmente a las playas. Esta urbanización se llamó "Country Club", y estaba habitada principalmente por familias de nivel socioeconómico alto que ocupa un espacio cercano a los 500 metros cuadrados.
En el año 1956, durante la construcción de las primeras casas en Santa Rosa, se encontró un yacimiento arqueológico de la cultura Lima (200-600 d. C.).

### Fundación del distrito
La segunda etapa histórica se inicia formalmente con la fundación del distrito en 1962, sobre la base de la “Urbanización Country Club” cuya habilitación se había iniciado a mediados de la década anterior. El distrito de Santa Rosa fue creado el 6 de febrero de 1962 mediante Ley N.º 13982 firmada por el presidente de la República, Manuel Prado Ugarteche. Separándose del distrito de Ancón.
Cumplidos 40 años, el distrito de Santa Rosa aún era confundido como parte del distrito de Ancón, con el nombre "Santa Rosa de Ancón". Pese a que en el momento la única conexión entre ambos distritos era la carretera Panamericana Norte.
Los cambios económicos, sociales, culturales y políticos de Lima –como capital del Perú– incidieron en la configuración actual del distrito de Santa Rosa, ahora caracterizado por un crecimiento rápido, de perfil provinciano, emergente y pujante.
De este modo, el distrito alberga en su ámbito una variada comunidad que incluye desde ciudadanos de asentamientos humanos hasta aquellos propietarios de casas de verano.

### Urbanizaciones delsigloXXI
En septiembre del 2001, PROFAM fue constituida en el sureste del distrito de Santa Rosa. En la actualidad, alrededor de 10 300 personas viven allí, fue conectada a través de la avenida Huayna Cápac con Arboleda.
Entre 2008 y 2009, empezó la construcción del último vecindario, la asociación ADESESEP la cual limita con PROFAM al sur. Es el más pequeño de los vecindarios, y cuenta con un fácil acceso hacia el distrito de Ventanilla a través de la zvenida Santa Rosa.
En 2009, la Municipalidad de Santa Rosa empezó trámites para que el distrito deje de pertenecer a la provincia de Lima y pase a formar parte de la provincia constitucional del Callao. Sin embargo, el proceso quedó detenido tras nuevas elecciones municipales y por la negativa de la mayoría de los ciudadanos por dejar de pertenecer a Lima.

### Desarrollo contemporáneo
Durante la última década, Santa Rosa ha mantenido un desarrollo enfocado en el servicio ciudadano para resolver el problema de la inseguridad, junto con la inclusividad de las comunidades del distrito en las actividades de la municipalidad, en cambio la construcción de pistas o carreteras fue más lenta.
El cuidado de las playas ha sido un aspecto muy importante puesto que representa una oportunidad para obtener reconocimiento de Lima e impulsar la actividad económica en el distrito. A tal punto que desde 2016, se reúnen adolescentes de todo el distrito para grandes limpiezas en las épocas de diciembre, y durante el resto del año la municipalidad no está pendiente del cuidado de su principal atractivo turístico e histórico.
El transporte ha avanzado bastante recientemente. Dos empresas de transporte interconectan el distrito y pequeños vehículos de transporte público poseen rutas internas en Santa Rosa. Generando mayor accesibilidad a todas las comunidades para poder trasladarse fuera o dentro de la ciudad.
En 2022, se celebró los 60 años de la creación del distrito.
En 2023, los vecinos del balneario junto con el personal de mantenimiento de la Municipalidad se encuentran recogiendo los cadáveres que va dejando la gripe aviar. Y hoy en día aun tenemos secuelas de petróleo, la cual hasta el día de hoy no se obtiene ninguna presencia por dicha empresa Repsol

## Gobierno
La Municipalidad de Santa Rosa, es una entidad de gobierno local incluyente y democrático que gestiona y promueve el desarrollo integral urbano sostenible y la adecuada prestación de los servicios básicos, públicos, sociales y Municipales. Brinda y coordina las iniciativas de participación del vecindario y de las instituciones públicas y privadas, asimismo impulsa el crecimiento y desarrollo para fortalecer la economía local.

### Sede de la Municipalidad
La sede de la Municipalidad se encuentra localizada en el noreste del distrito en la avenida Bertello.
El 27 de abril de 2022, la Superintendencia de Banca y Seguros aprobó la transferencia del predio de 5092 metros cuadrados, ubicado en frente a la avenida Colectora Residencial (avenida 06 de Febrero), al costado de la actual Municipalidad de Santa Rosa, para la ejecución del proyecto Palacio Municipal de Santa Rosa.

### Funcionarios

#### Alcalde de Santa Rosa
El actual alcalde de Santa Rosa actual es George Robles Soto (Podemos Perú) para el periodo 2023 - 2026.

#### Gerentes
- Gerente Municipal:[20]
- Gerente de Desarrollo Económico y Gestión Productivo: Fidel Vladimir Guzmán Condezo[20]
- Gerente de Asesoría Jurídica: José Alfredo Santamaría Obando[20]
- Gerente de Planeamiento y Presupuesto: Graciela Mercedes Carrasco Sernaque.[20]
- Gerente de La Mujer y Desarrollo Social: César Augusto Palermo Alvarado[20]
- Gerente de Desarrollo Urbano: Agustín Jorge Mamani Molina[20]
- Gerente de Administración Tributaria: Luiz Carlos Reátegui de Águila[20]
- Gerente de Servicios a la comunidad: José Enrique Huamani Quispitera.[20]
- Gerente de Seguridad Ciudadana: Rafael Vitaliano Rodríguez Herrera[20]
- Gerente de Administración y Finanzas: Jhon Robert Zapata Ramos[20]
- Subgerente de Medio Ambiente y Limpieza Pública: Israel Hurtado Vega[21]
- Subgerente de Recursos Humanos: Lisbeth Tereza Natalia Caicay Tirado[21]
- Subgerente de Fiscalización y Control: Héctor Luis Adrián Diestra[21]
- Subgerente de Programas Alimentarios: Rosario Huaman Ureta[21]

##### Otros funcionarios
- Procuraduría Pública: Ana María Valdez Ramírez
- Sub Gerente de Educación, Cultura, Deporte y Participación Vecinal: Esther Jiménez Champi
- Sub Gerente de Tecnología de la Información y Comunicación: Orlando Rodríguez Ríos

## Organización territorial
La Municipalidad de Santa Rosa posee un registro con todas las zonas residenciales y públicas del distrito de Santa Rosa. Entre las urbanizaciones registradas también se encuentran las zonas desarrolladas por empresas inmobiliarias. 

### Urbanizaciones

#### Urbanización Country Club (Downtown)
Alberga el malecón de Santa Rosa y la plaza Miami. Además de restaurantes, hoteles y un centro financiero.

#### La Arboleda
La urbanización central de Santa Rosa. En ella se encuentra el Kartódromo Santa Rosa. Fue la primera urbanización del distrito.

#### Otras urbanizaciones
- Los Hijos de la arboleda.
- Ampliación hijos de la arboleda
- Asociación Productiva La Arboleda.
- Hijos de Profam
- Praderas de Lima Norte.
- Urbanización Coovitomar
- Urbanización Santa Rosa del Norte.
- El Mirador de Santa Rosa.
- Los Hijos del Golf.
- Nueva Estrella.
- Los Girasoles.
- Los Portales.
- Asociación Santa Rosa.
- Las Brisas de Santa Rosa.
- Dislandia.
- Alameda de Lima Norte y Santo Domingo.
- Hijos de Villa Hermosa.
- Las Brisas de los Ángeles.
- Urbanización Mariscal Castilla.
- Proyecto Integral Santa Rosa.
- Mujeres por un País Mejor.
- Los Cactus.
- La Corono de Santa Rosa.
- Los Triunfadores.
- Urbanización Señor de Los Milagros (Campamento).
- Urbanización El Kartódromo

### Zonas públicas

#### Balneario de Santa Rosa
El balneario rodea la bahía de Santa Rosa hacia el oeste. En el siglo pasado el punto de encuentro de familias residentes un lugar que se caracterizaba por ser tranquilo, bien cuidado y seguro.
Esta parte es uno de los atractivos turísticos del distrito. Actualmente se encuentra en ejecución el proyecto El Mirador de Santa Rosa.
Es necesario la creación de fuentes naturales como la plantación masiva de árboles y lagunas en todas estas zonas para adquirir una estabilidad ambiental.

#### Bulevar Santa Rosa
Es una avenida bulevar ubicada en ADESEP-Balneario. (Zona militar)

#### Santa Rosa Central Park
El parque central de Santa Rosa está ubicado en la parte occidental de la Municipalidad de Santa Rosa y se extiende desde las avenidas Acceso a Santa Rosa hasta Bertello.

#### Malecón del Balneario
Parte del complejo turístico costero ubicado en las orillas del Balneario de Santa Rosa con una longitud de 630 metros.

#### Club Zonal Santa Rosa
Es el parque más grande de la ciudad, posee el polideportivo que está acondicionado para las distintas prácticas de deporte, una piscina de 780 metros cuadrados y el anfiteatro más grande de la ciudad. Administrado por SERPAR (Servicio de Parques de Lima).

#### Plaza Miami
La plaza Miami, ubicada en el corazón de la primera urbanización de la ciudad, es la primera plaza completa del distrito. Se extiende entre la calle 2 y la calle 22 con 3000 metros cuadrados, en la cual hoy en día se encuentra deteriorada, y a su alrededor con pistas y veredas dañadas. La municipalidad no se preocupa por muchos años por la plaza.

#### Playa Grande
Se encuentra al norte del Balneario principal. Es la playa más extensa ocupando una costa de 1.10 kilómetros de longitud. Es constantemente limpiada al ser la más grande de Santa Rosa. Es accesible desde la calle 15.

#### Sede Playa Los Corales
Es un complejo turístico privado del Club de la Unión ubicada en las costas entre Playa Grande y el Balneario de Santa Rosa y que se extiende en 98000 metros cuadrados donde se encuentran piscinas acondicionadas y restaurantes interiores sobre una infraestructura rústica.

#### Piscina Club de la Unión
Parte del complejo turístico del Club de la Unión con un área de 1100 metros cuadrados.

#### Islas Gemelas
Situada a 1 kilómetro de las costas de Santa Rosa, es la isla más apreciable desde la bahía. Tiene una superficie de 58000 metros cuadrados.

#### Islas exteriores
Es un conjunto de islas ubicadas a más de dos kilómetros de la bahía de Playa Grande, como lo son la Isla Pescadores, Pata de Cabra, Corral y La Viuda rodeadas por pequeños islotes. Solo son visibles cuando el horizonte es despejado como en las puestas del sol en verano.

#### Estadio Santa Rosa
Es el principal estadio del distrito. Frecuentemente usado por la Municipalidad Distrital de Santa Rosa para diversas actividades. Ubicado en la urbanización PROFAM, cuenta con un área de 8800 metros cuadrados.

## Geografía
El distrito de Santa Rosa comprende una superficie de 21.5 km² sobre un territorio sumamente arenoso frente al océano Pacífico. Los puntos naturales más altos del distrito lo comprenden montañas de arena que se elevan más de 100 metros sobre el nivel del mar. Posee golfos en su litoral.

### Desastres naturales

#### Deslizamiento de cerros
El distrito de Santa Rosa fue declarado en situación de emergencia ante la posibilidad de que ocurra un desastre natural, al amparo de lo cual se adoptarán las medidas necesarias de prevención. Las zonas limítrofes son vulnerables al deslizamiento de los cerros.
El problema principal es que el suelo sobre el que viven es arena y, de acuerdo a las exploraciones calicata que se han hecho - para determinar los materiales del suelo, hasta cuatro metros con 10 centímetros no se encontró roca.
Las primeras acciones de la situación de emergencia ya se están dando. Se está capacitando a la población para evacuación de viviendas y centros educativos y también se trabaja con los dirigentes vecinales.
El proceso de solidificación del distrito de Santa Rosa para la construcción de una ciudad de rascacielos continúa en ejecución por parte de la Municipalidad de Santa Rosa.

#### Derrame petrolífero
El distrito de Santa Rosa fue el primer distrito de Lima afectado por el derrame de petróleo de la costa de Perú de 2022. Calificado por el OEFA como el mayor desastre ecológico ocurrido en el Perú. A partir del suceso marítimo, las playas del distrito se encuentran restringidas para acceso público. Sin embargo se han seguido efectuando algunos eventos como el día internacional de la limpieza de playas, bajo continua vigilancia del serenazgo de Santa Rosa y el Ministerio de Defensa, hasta ahora no se tiene ningún tipo de reparación o solidarización con la gente que vive allí. ya que hasta hoy es un cementerio de aves y aún sigue a viendo muestras de petróleo en las aguas. La municipalidad bien gracias es una fuente que se lava las manos, pero si se llena los bolsillos de otras maneras.

## Ubicación
El distrito de Santa Rosa se ubica en el norte de Lima. Limita al norte y al este con el distrito de Ancón, al oeste con el Océano Pacífico, al Sur con el distrito de Ventanilla. Es el centro conurbano más grande de Lima Norte.
En el Centro de Santa Rosa se concentran familias de gran poder adquisitivo, la urbanización histórica se concentra allí, pese a estar deshabitado casi todo el año con excepción de los meses de verano. La avenida Bertello es la vía principal del Centro de Santa Rosa.
A causa de que no existen establecimientos, centros comerciales, universidades u hospitales en la zona, el tráfico en Santa Rosa es casi inexistente por la ausencia de buses públicos con rutas definitivas. La vía Acceso a Santa Rosa es la única carretera ocupada por buses ocasionalmente en verano.

### Vías y Avenidas principales
- Avenida Bertello: Sobre esta avenida se encuentra la Municipalidad de Santa Rosa, y el parque zonal Santa Rosa. Rodea la Urbanización Country Club por el Este y culmina en un cruce con la vía Acceso a Santa Rosa en el sur.[37]
- Avenida Playa Hondable: Conecta la avenida Santa Rosa, con la avenida Huayna Cápac. En la avenida Huayna Cápac se encuentra la Comisaría Distrital de Santa Rosa.
- Acceso a Santa Rosa: La vía más transitada y que termina en el Balneario de Santa Rosa, cerca al Malecón. Conecta el distrito de Ancón, desde la carretera Panamericana Norte, a Santa Rosa.
- Avenida Santa Rosa: La vía principal que conecta el distrito de Ventanilla con el distrito de Santa Rosa. Rodea las urbanizaciones de la Asociación de Exservidores del Ejército del Perú, la Asociación Provivienda y la Universidad Laboral Pachacútec (Ventanilla).
- Avenida La Arboleda: Conecta la urbanización central La Arboleda con Villa Estela (Ancón).
- Avenida Principal: La más corta avenida que sirvió históricamente como vía entre la urbanización La Arboleda y la urbanización Country Club.
- Auxiliar de la Carretera Panamericana Norte

## Economía
Santa Rosa es uno de los distritos con menor población y menos conocidos de Lima Metropolitana. Históricamente se le conoce como un balneario ubicado a las afueras del casco urbano de Lima Metropolitana. Sin embargo esto no ha impedido el desarrollo económico. Santa Rosa es sede de empresas dedicadas al campo del transporte, restaurantes, publicidad, internet, inmobiliaria y hotelería. Enfocadas en el creciente turismo y el marketing digital.
La economía del distrito de Santa Rosa es masivamente impulsada por el turismo. Gracias a sus varias playas y la presentación ciudad bastante alejada del tráfico habitual y de los negocios informales.

### Restaurante
La accesibilidad desde Santa Rosa a las grandes franquicias de comida rápida es mediante el distrito de Ventanilla. Sin embargo, la ciudad también cuenta con restaurantes propios. Los más importantes de Santa Rosa son la Spaghetteria Pizzeria Don Renzo ubicada en la plaza Miami, y el Restaurante Cebichería The Sunset ubicado en el Malecón del Balneario.
Los restaurantes más destacados en la ciudad son:
- El Pirata Restaurante ubicado en la avenida Acceso a Santa Rosa.
- Sanguchería Las Salsas ubicado en la Urbanización Coovitomar.[43]
- La Esquina del Lomo en la avenida Acceso a Santa Rosa.[44]
- Spaghetteria Pizzería Don Renzo[41] en la plaza Miami.
- La Yapita Restaurante Campestre[45] en la avenida Principal.[46]
- Piscina Villa Club Santa Rosa[47] en la Auxiliar Panamericana.
- Restaurante Cebichería The Sunset[42] en el Malecón de Santa Rosa.

### Publicidad
Santa Rosa es el distrito en donde más empresas han invertido en publicidad tradicional y digital fuera de la ciudad. Las empresas inmobiliarias y hoteleras publican anuncios para fomentar el ingreso de personas y negocios al distrito con el propósito de aumentar el valor de sus servicios. El resultado es que en Santa Rosa se localizan varias empresas dedicadas al marketing digital y a la publicación de anuncios masivos. Incluso la Municipalidad Distrital de Santa Rosa ha publicado anuncios digitales para promover la visita a los lugares turísticos.

### Inmobiliaria
En Santa Rosa, se desarrollan las urbanizaciones más grandes de Perú. Las empresas inmobiliarias participan en proyectos como "Santa Rosa del Norte" o "El Mirador de Santa Rosa", abarcando alrededor de 50 hectáreas, convirtiendo a Santa Rosa en el atractivo inmobiliario del Perú.

### Hotelería
Santa Rosa es el distrito con más hoteles en Lima Norte, después de los distritos de San Martín de Porres y Los Olivos.

### Retail
Los centros de comercio retail de Santa Rosa son escasos. Las compras de electrodomésticos y aparatos electrónicos se realizan en mercados de otros distritos como Villa Pachacútec y Mercado Unificados en el distrito de Ventanilla, y Mercado Ancón en el distrito de Ancón.
Las mayores tiendas agrupadas se limitan a dos concentraciones en el centro y sur de Santa Rosa:
- Mercado de la Asociación: Localizado entre la avenida Santa Rosa en el sur de la ciudad.
- Minimarket Santa Rosa: Localizado en la calle 2, cerca de la plaza Miami en el centro de la ciudad.

## Demografía
Santa Rosa es el sexto distrito menos poblado de Lima con 18 751 habitantes, sólo superado por Pucusana (17 786), Punta Negra (8 271), San Bartolo (7 989), Punta Hermosa (7 895), y Santa María del Mar (1 675).
El 11% de los habitantes son niños y niñas menores de 5 años de edad. El 11,8% tienen de 6 a 11 años, y 11,2% tienen de 12 a 17 años.

### Densidad empresarial
Existen 591 startups ubicadas en el distrito de Santa Rosa. La densidad empresarial es de 36 empresas por cada 1000 habitantes. Con 42 restaurantes en el distrito, 4 panaderías, 4 hospedajes, 11 bodegas oficiales, 1 peluquería, 8 farmacias. 1 grifo, 56 edificaciones para viviendas familiares y 6 para multifamiliares.

### Idioma
Los idiomas oficiales del distrito son español e inglés, resultado de la inmigración estadounidense y europea en el distrito sólo superado por Miraflores y San Isidro. También existen minorías quechuahablantes y lusófonas.

### Religión
Dentro de la división eclesiástica de la Iglesia Católica del Perú, pertenece a la diócesis de Carabayllo. Archivado el 26 de enero de 2019 en Wayback Machine.
- Parroquia de Santa Rosa
  - 1.er Párroco: Vicent Font Pedro.
    - Párroco actual: José Magno Vásquez Vásquez

### Salud
La ciudad de Santa Rosa no cuenta con hospitales, institutos especializados o centros de salud. Sin embargo, se encuentra instalado un Puesto de Salud administrado por el Ministerio de Salud ubicado en el sur del distrito.

## Educación
Santa Rosa es el único distrito de Lima sin universidades o institutos en la zona. El acceso más cercano a educación académica y universitaria se encuentra en el norte del distrito de Ventanilla, donde se ubican la Universidad Laboral de Pachacútec, Academia Fuller, SENATI Ventanilla; así mismo en el distrito de Ancón se ubica TELESUP Ancón.
En cuanto a educación elemental, las escuelas funcionales en Santa Rosa son:
- Escuela Humboldt de Santa Rosa[57]
- Escuela Parroquial Santo Tomás de Valencia[58]
- Escuela La Arboleda
- Inka's College
- Escuela Almirante Miguel Grau
- Escuela PROFAM[59]
- Montessori School

Sin embargo, la mayoría de las escuelas están en una situación deplorable a nivel académico, educativo y didáctico. No sólo no poseen los materiales educativos necesarios, sino que el mismo sistema educativo no funciona.

## Transporte

### Terrestre
La Municipalidad de Santa Rosa gestiona las vías transitorias de la ciudad; puesto que, Santa Rosa es una ciudad con un interés ciudadano temporal limitado a los meses de verano para visitar el Balneario, el tráfico no es un problema y las autopistas construidas por la municipalidad carecen de daños y están más vacías en comparación a los demás distritos del sur de Lima.
La carretera Panamericana Norte, ubicada al noreste de la ciudad, es la más transitada, ya que brinda un punto de conexión de los demás distritos hacia Ancón. La avenida Bertello o la avenida Acceso a Santa Rosa son las transitadas en los meses de verano. La avenida Principal y la avenida Santa Rosa son las rutas que ocupan las empresas de transporte todo el año.

### Aéreo
El aeropuerto más cercano al distrito de Santa Rosa es el Aeropuerto Internacional Jorge Chávez, el cual se encuentra a 34.8 kilómetros al sur del distrito y es accesible por la avenida Néstor Gambetta para posteriormente entrar a la avenida Elmer Faucett.

## Lugares Turísticos
En el distrito de Santa Rosa se ubican las playas más populares de la capital junto con el distrito de Ancón.
En los últimos años, diversos medios de comunicación han compartido la opinión de que el distrito puede aprovechar su ubicación geográfica y el entorno ambiental para desarrollar el mayor distrito turístico de Lima. Aldo Torres, presidente de la Asociación de Periodistas y Comunicadores de Prensa Nacional (ASPREN), mencionó al distrito de Santa Rosa en la entrega de reconocimientos de ASPREN 2017:

Es un honor reconocer al alcalde (...) y su cuerpo de regidores por aprobar una Ordenanza en favor de la Cultura, Ecología y Turismo sobre todo se augura para el distrito de Santa Rosa, Lima Norte, un futuro prominente para los próximos años y el despegue del turismo

### Balneario de Santa Rosa
Situado a la altura del kilómetro 43 de la carretera Panamericana Norte, es el ícono de la ciudad y el principal atractivo turístico. A su alrededor se concentran la mitad de las empresas inmobiliarias de Santa Rosa.

### Playa Hondable
Situada cerca del Ministerio de Defensa. Se puede acceder mediante la avenida Santa Rosa.

### Playa Visitador
Situada al sur de Playa Hondable y al norte de Playa Chica.

### Playa Grande
La única playa arqueológica del Perú.
En sus costas se ubica el Centro Arqueológico Conchal de Playa, un centro compartido con Ancón.

### Cueva El Pirata o del Diablo
Situada en el norte del Balneario, es una cueva lítica a la orilla del Balneario de Santa Rosa. Es uno de los lugares más concurridos del distrito por su valor histórico y geológico.
Actualmente se encuentra clausurada por el derrame de petróleo en la costa del Perú del 2022.

### Playa Chica
Es la playa limítrofe con el distrito de Ventanilla y es la que se encuentra más al sur.

### Punta Nerón
Es una península ubicada en Playa Grande, y es la única península del distrito.

### Autódromo Santa Rosa
Situado en el centro de la ciudad, el Autódromo Santa Rosa. Construido en el año 1990 nació primero como una pista de rallycross en una franja de tierra afirmada con una parte pequeña de asfalto. Se convirtió en el Autódromo más popular de la ciudad de Lima.

### Kartódromo Santa Rosa
Cerca del autódromo de Santa Rosa, se ubica el Kartódromo Santa Rosa, una pista de carreras compleja de 40 000 metros cuadrados.

### Cerro Loma Larga
Situado al este de Santa Rosa.

### Cerro El Mirador
Situado en la urbanización de la Arboleda.

### Club de la Unión
Ubicado en la urbanización Country Club. Es el lugar donde se encuentran piscinas acondicionadas y restaurantes interiores en una infraestructura rústica construida muy cerca al balneario principal del distrito.

### Arco de Santa Rosa
Es uno de los más íconos representantes del distrito y su gente, el cual acompañó a generaciones de santarosinos.
En junio del 2019, sufrió un accidente a causa del choque de un tráiler de placa AYC906 de la Empresa Servicios Degla S.A.C., que destruyó el arco de Santa Rosa.
Años después, la Municipalidad de Santa Rosa logró llegar a un acuerdo con los responsables para la reconstrucción del arco.

### Mirador de Santa Rosa
Se ubica en el sur de Santa Rosa, en la urbanización ADESESEP-Balneario, a 300 metros sobre el nivel del mar. Es uno de los más altos en todo el distrito.

## Cultura

### Festividades
- 1 de enero: Año Nuevo.
- 6 de febrero: aniversario de la fundación del distrito.
- 28 y 29 de julio: Fiestas Patrias.
- 30 de agosto: Santa Rosa de Lima.
- Tercer sábado de septiembre: Día internacional de la limpieza de playas.[79]
- 21 de diciembre: Día del Verano.
- 31 de octubre: Día de la canción criolla.

## Deporte
En Santa Rosa se ubica el Autódromo Henry Bradley y el Kartódromo de Santa Rosa, donde se realizan competencias a nivel nacional e internacional.

### Carreras de autos
En el Autódromo Henry Bradley Barnett se desarrolló el Campeonato Nacional de Circuito y el Súper Turismo 2000. El campeonato de circuito más importante de Perú conservó el formato de tres pruebas, pero cada serie tuvo un aproximado de 30 minutos de duración. Los trabajos de restauración al autódromo se aceleraron para quedar listo, mucho antes de la fecha señalada para iniciar el torneo Súper Turismo 2000.

### Kartismo
En el Kartódromo de Santa Rosa se desarrolló Campeonato Nacional de Kartismo por parte de la Asociación Deportiva Karting Club del Perú, bajo la supervisión de la Federación Peruana de Kartismo. El excampeón mundial neerlandés Nick de Bruijn fue invitado a participar, junto a las principales figuras peruanas sumando cerca de medio centenar de pilotos participantes. Las categorías en disputa fueron. Mini X30, Júnior X30, Yamaha 100, Sénior X30 y Master X30 en la que pilotos de Arequipa, Cusco, Iquitos, Trujillo y Lima estuvieron compitiendo durante dos días en el asfalto de Santa Rosa en procura de alcanzar los máximos títulos de aquella temporada.

### Fútbol playa
El fútbol playa es frecuentemente jugado en el balneario de Santa Rosa durante las temporadas de verano y primavera.

### Sandboarding
En Santa Rosa se practica frecuentemente Sandboarding, un deporte que consiste en el descenso de dunas o cerros de arena, con tablas especiales parecidas a las del Snowboarding. Santa Rosa es la única zona libre de Lima donde es más seguro practicar este deporte gracias a la inclinación y el poco tránsito de personas o vehículos alrededor de los cerros de arena.

### Longboarding
La ausencia tráfico vehicular en Santa Rosa permite la práctica del Longboarding, un deporte muy similar al Skateboarding, sin embargo, este utiliza una tabla más larga. Gracias a las cuestas y las pistas ligeramente inclinadas en la zona sur del distrito este deporte se ha vuelto muy popular. Las vías más frecuentes para este deporte son la avenida Santa Rosa y la avenida Bertello.

### Ciclismo de descenso
El ciclismo de descenso o de montaña cuesta abajo es un género de ciclismo de montaña que se practica en terrenos escarpados que presenta saltos, caídas, jardines de rocas y otros obstáculos. La diversidad geográfica de Santa Rosa permite la práctica de este deporte, especialmente en urbanizaciones como Arboleda y PROFAM que cuentan con carreteras que descienden desde las montañas más altas del distrito. La Municipalidad de Santa Rosa promueve también este deporte.